# Pseudarachna nohinohi
Pseudarachna nohinohi là một loài chân đều trong họ Munnopsidae. Loài này được Merrin miêu tả khoa học năm 2006.